# Jess Vanstrattan
Jess Kedwell Vanstrattan (* 19. Juli 1982 in Gosford) ist ein australischer ehemaliger Fußballtorhüter niederländischer Abstammung.

## Karriere
Jess Vanstrattan wechselte 2001 aus seinem Heimatland Australien, wo er beim Northern Spirit FC spielte, zum italienischen Klub Hellas Verona, der damals noch in der Serie A vertreten war. Für die Veroneser spielte er zuerst noch in der höchsten Jugendmannschaft, der Primavera und zeigte dort ansprechende Leistungen.
Für die Saison 2003/04 wurde Vanstrattan an den Serie-C2-Klub US Carrarese ausgeliehen. Dort verletzte sich der Australier bei seinem Debüt jedoch schwer und absolvierte nur eine Begegnung.
Im Januar 2004 kehrte er zu Hellas Verona zurück und war für den Rest der Saison Ersatztorwart. In der folgenden Spielzeit debütierte Vanstrattan für Hellas in der Serie B und absolvierte fünf Begegnungen, bei denen er allerdings elf Gegentore hinnehmen musste.
Auch die Saison 2006/07 war Jess Vanstrattan bei Hellas Verona nur Ersatztorwart, im Januar 2007 wurde er abermals in die Serie C2 ausgeliehen, diesmal zu Ancona Calcio, dort absolvierte er aber wiederum nur eine Begegnung.
Im Juli 2007 löste Vanstrattan seinen Vertrag bei Hellas Verona auf und wurde von Juventus Turin verpflichtet, Verona legte gegen die Vertragsauflösung jedoch Protest ein, dem Anfang August stattgegeben wurde. Die Auflösung und somit auch der Vertrag bei Juve wurde für illegal und somit für nichtig erklärt. Juventus entschied sich daraufhin, Vanstrattan für die Saison 2007/08 auszuleihen. In Turin kam der Australier jedoch zu keinem Pflichtspieleinsatz.
Im Herbst 2008 wechselte er zurück nach Australien zu Gold Coast United, um sich für einen Platz in der Nationalmannschaft bei der Weltmeisterschaft 2010 empfehlen zu können. Im Sommer 2010 unterzeichnete er einen Vertrag mit den Central Coast Mariners. Bei den Mariners stand Vanstrattan an den ersten drei Spieltagen im Tor, bevor er durch einen Kreuzbandriss für den Rest der Saison ausfiel und am Saisonende keinen neuen Vertrag bekam.

## Erfolge
- U-17-Vize-Weltmeister: 1999